# Chuan-Chih Hsiung
Chuan-Chih Hsiung (xinès gan: 熊全治)  (Districte de Xinjian, 15 de febrer de 1915 - Needham, 6 de maig de 2009), a vegades transliterat com Xiong Quanzhi, va ser un matemàtic xinès establert als Estats Units.

## Vida i Obra
Hsiung va néixer a Shefong (Xingfu) una petita població a la vora de Nanchang (Jiangxi, Xina), fill d'un professor de matemàtiques a l'institut de secundària de Nanchang. En acabar els estudis secundaris a l'escola del seu pare, va estudiar matemàtiques a la universitat de Zhejiang, en la qual es va graduar el 1936, essent deixeble de Su Buqing. El 1937 va esckatar la Segona Guerra sino-japonesa que va impedir que Hsiung pogués anar a estudiar als Estats Units com era el seu desig. El 1942, va demostrar amb el seu col·lega Fu Traing Wang que només es poden construir tretze polígons convexos amb les peces del tangram. També va anar publicant articles de geometria diferencial i topologia que van impresionar el catedràtic de la universitat Estatal de Michigan, Vernon Guy Grove, qui el va atraure a fer el doctorat i, el 1946, va començar la recerca a Michigan, obtenint el doctorat el 1948.
Des de 1948 fins a 1950 va ser professor de la universitat de Wisconsin-Madison i, després de breus estances a les universitats Harvard i Northwestern, va ser contractat el 1952 per la universitat de Lehigh (Pennsilvània) on va romandre fins que va passar a ser professor emèrit el 1984.
Hsiung va publicar set llibres i un centenar d'articles científics sobre geometria diferencial i temes connexos. Entre els llibres destaca la seva introducció al tema, A First Course in Differential Geometry (1981), per la seva claredat i rigor expositius.
Hsiung és recordat sobre tot per haver estat el fundador i, durant molts anys, editor de la revista Journal of Differential Geometry.